# シモフリスズメ
シモフリスズメ（Psilogramma increta）は、鱗翅目・スズメガ科に属するガの一種。

## 特徴
頭の先端が鋭角的にとがっているように見える、やや大きめのスズメガ。同じスズメガ科のセスジスズメやウンモンスズメとくらべても一回りほど大きい。灰色の翅に不連続な褐色条がまばらに入る。
止まっている姿を後から見るとかなり不気味であるが、顔には黒く丸い目と口吻、触角がバランスよく配置されており精悍な顔つきとなっている。
幼虫は緑色だが、クチバスズメやトビイロスズメと違って体表はつるつるしている。蛹化直前の幼虫は紫色になる。

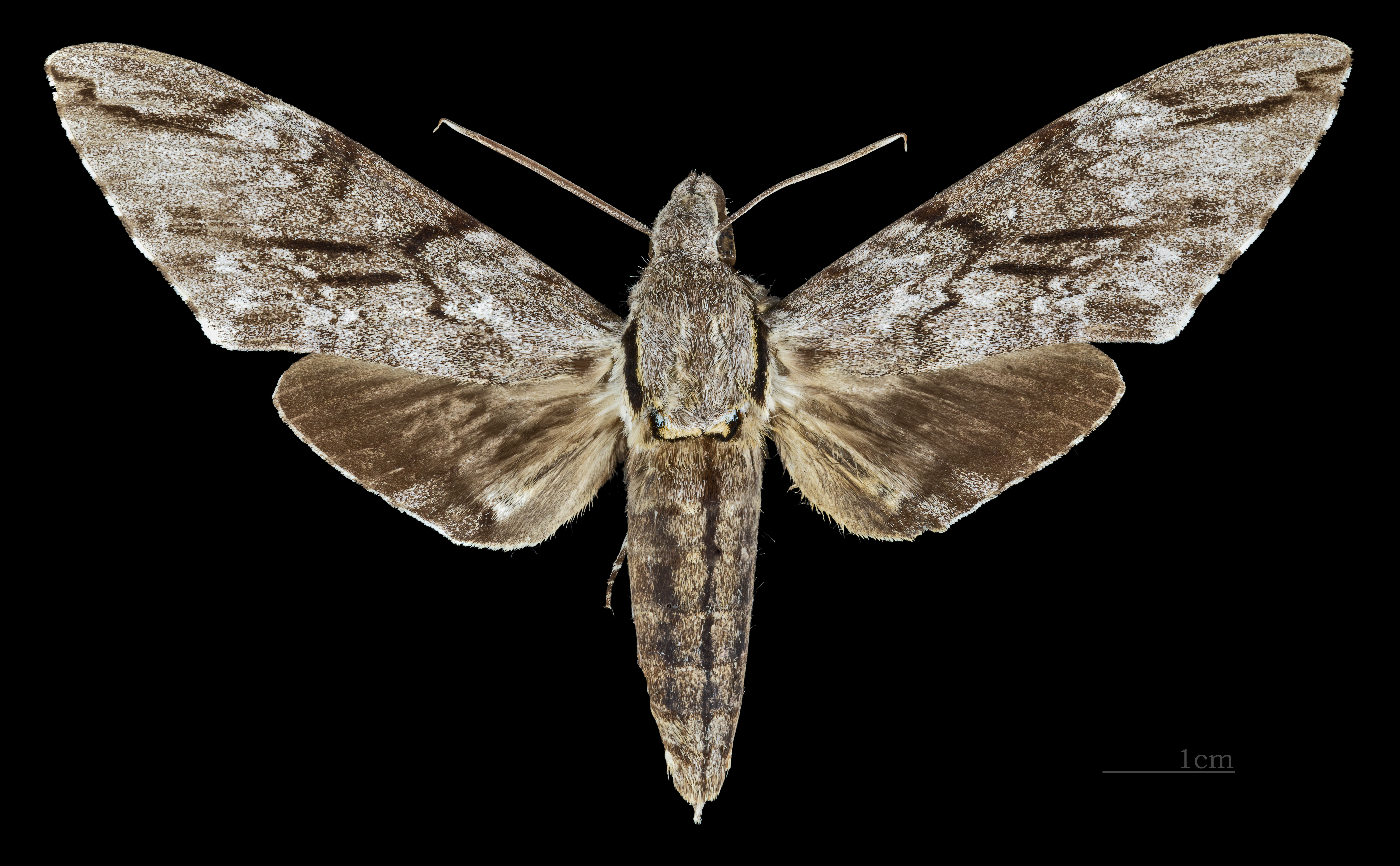
Psilogramma increta  ♂
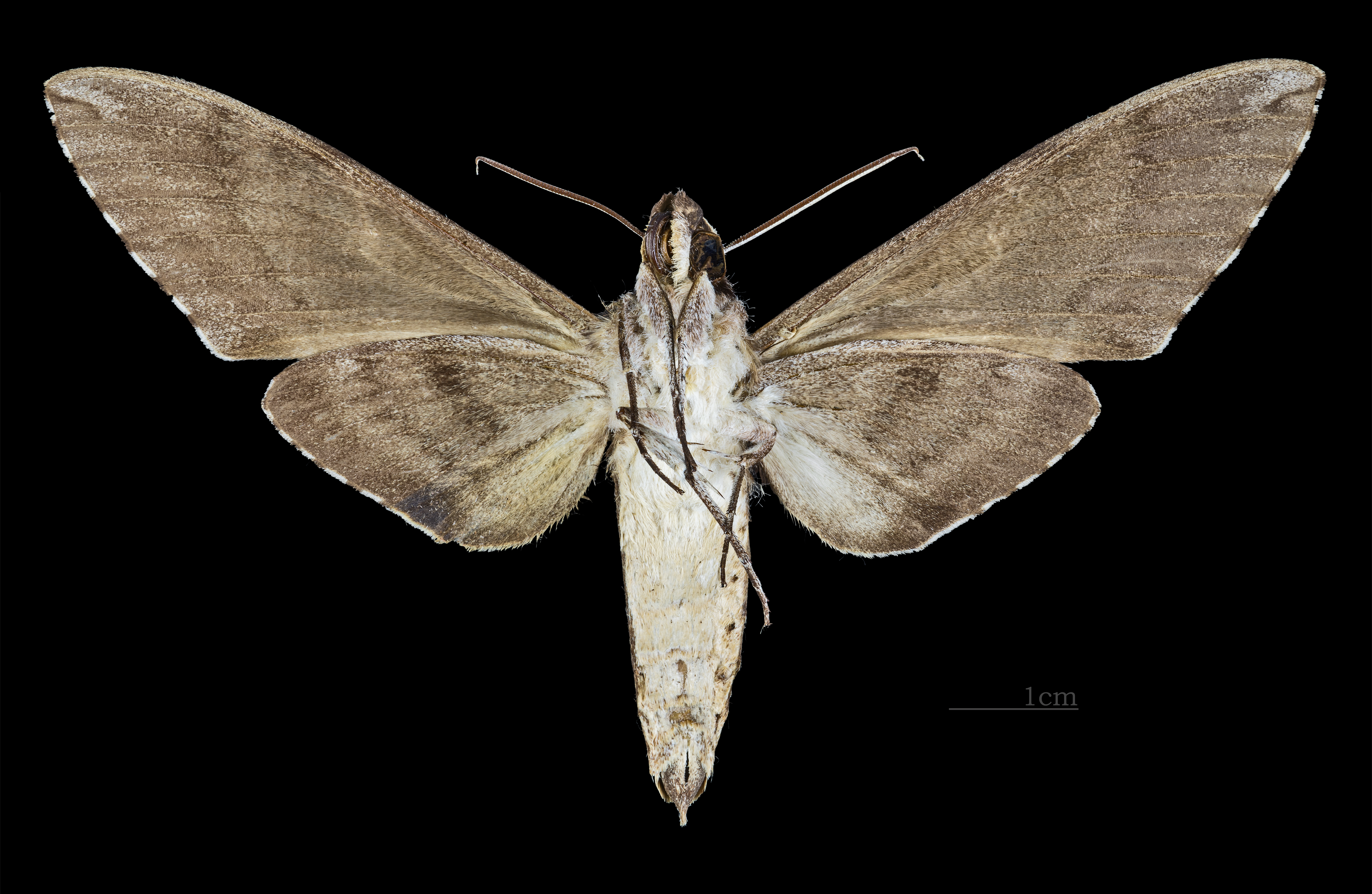
Psilogramma increta  ♂ △
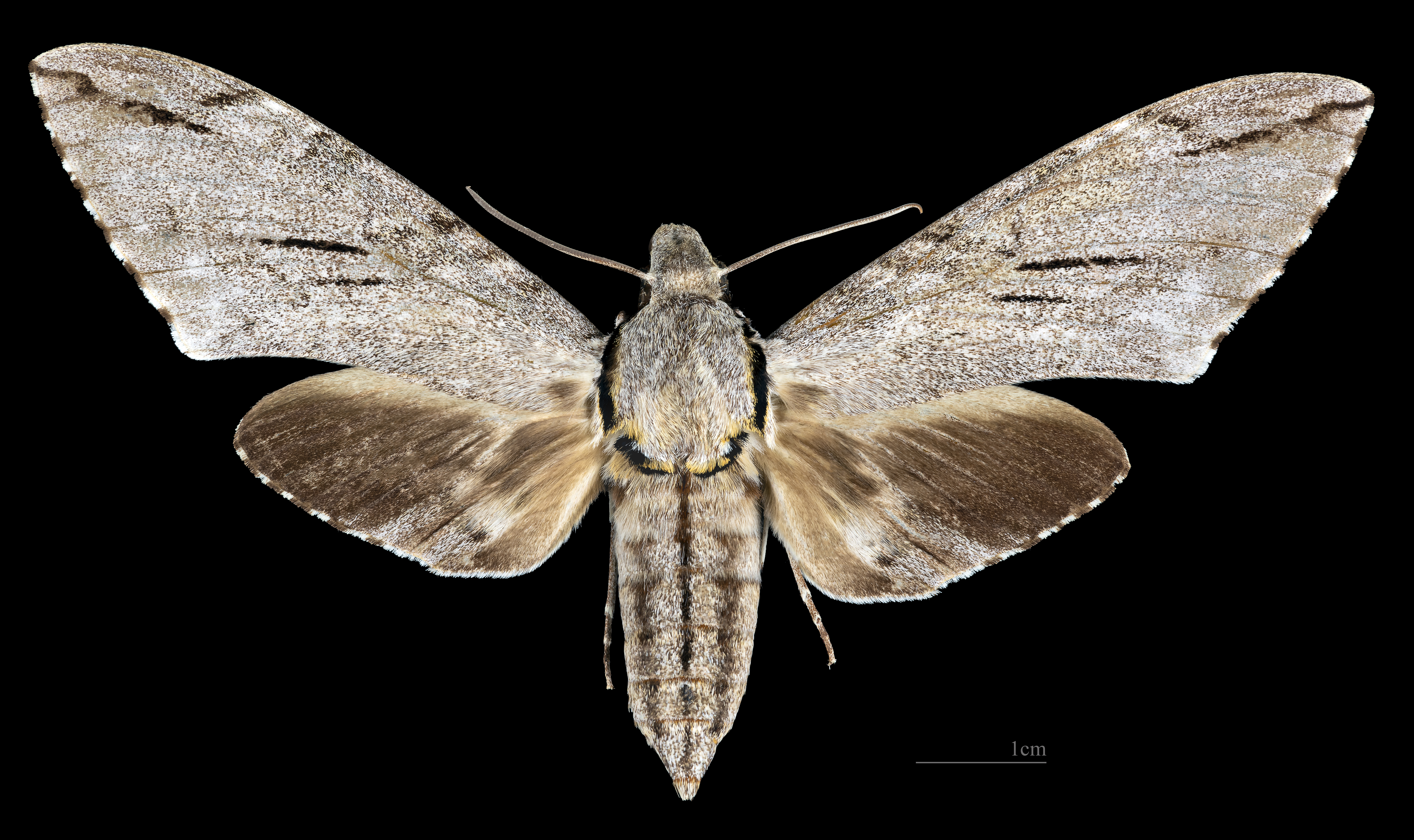
Psilogramma increta  ♀
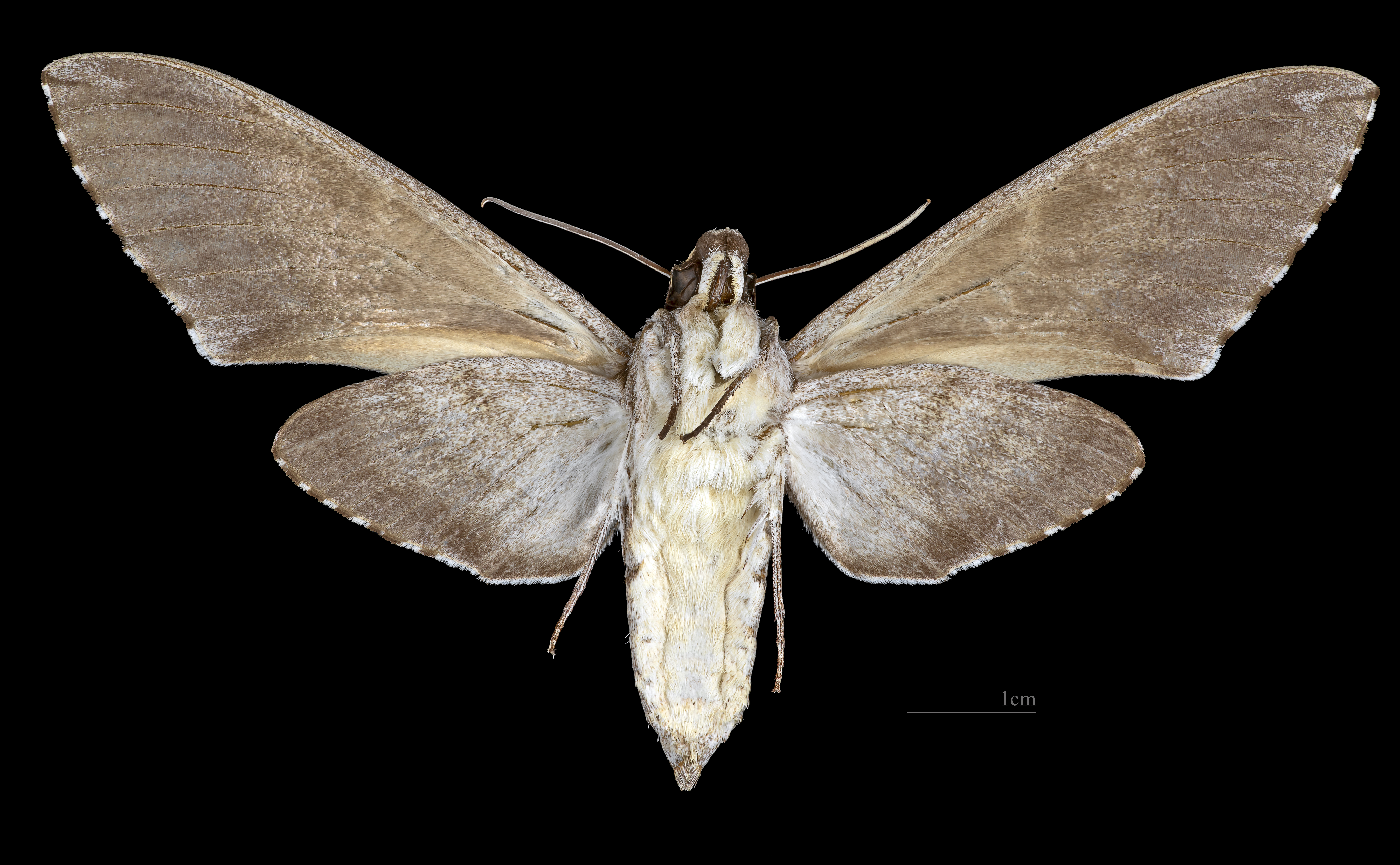
Psilogramma increta   ♀ △
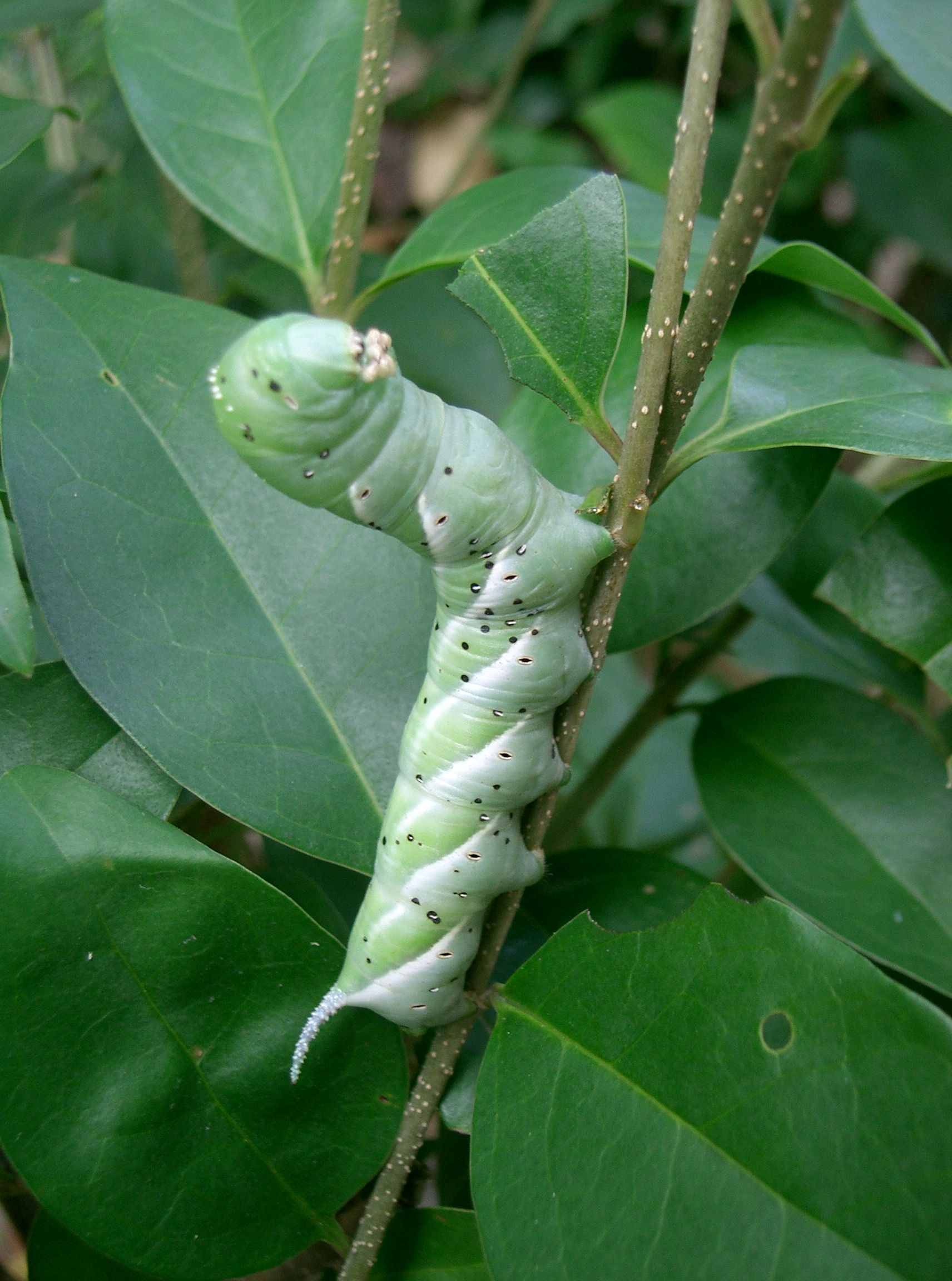
幼虫

## 生活史
日本全国に生息。成虫は昼間は壁や樹幹などに止まって寝ているが、夜になるとホバリングしながら花から花へ蜜を吸う。よく灯火にも来る。
幼虫の食草はイボタノキ、クサギ、シソ、オリーブ、ネズミモチ、トネリコ、ノウゼンカズラ、キリ、サカキ、ナスなど。
蛹で越冬する。この蛹はおもしろい形をしており、成虫になった時に口吻となる部分がマグカップの取っ手のように飛び出ている。その先は少し膨らんでおり、口吻が内側へ折り返す。
夏場などに日陰を求めて、干してある洗濯物に潜入することがたびたびある。